# Cathrin Bonhoff

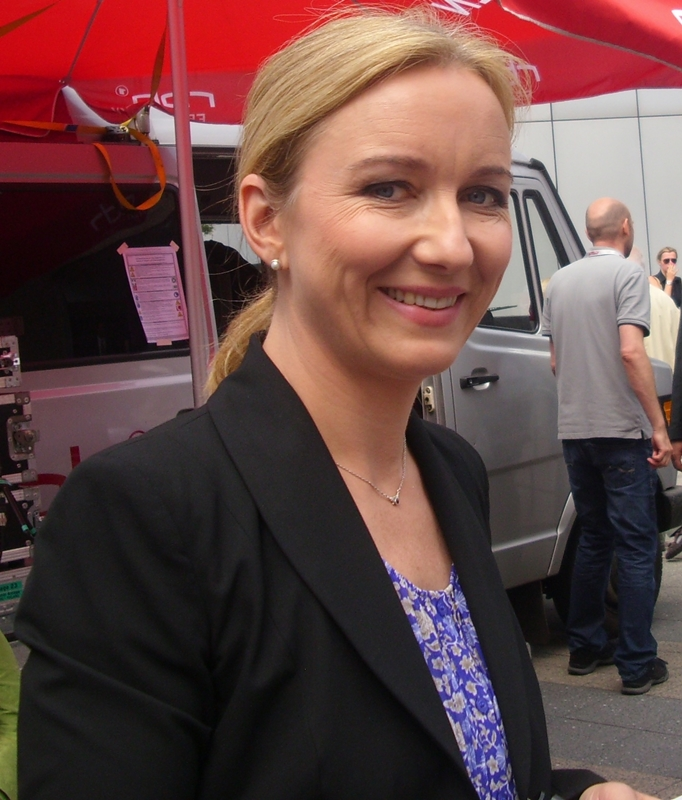
Cathrin Bonhoff beim RBB-Fest, 2013

Cathrin Bonhoff (* 1969 in Göttingen) ist eine deutsche Nachrichtensprecherin, Fernsehmoderatorin und Journalistin.

## Leben
Bonhoff wuchs seit ihrem dritten Lebensjahr in West-Berlin auf. Nach dem Abitur studierte sie an der Freien Universität Berlin Informationswissenschaft, Geschichte sowie Soziologie. Nach einem halbjährigen Aufenthalt im schottischen Glasgow begann sie 1998 ihre Laufbahn beim damaligen ORB. Bei radioeins war sie als Nachrichtensprecherin, Reporterin und Redakteurin tätig.
2005 moderierte sie die Interviewsendung Punkt-X auf dem TV-Sender XXP, von Spiegel TV und dctp.
Ab 2008 arbeitete Cathrin Bonhoff zusätzlich in der Nachrichtenredaktion der Berliner Abendschau. Hier präsentierte sie von Mai 2009 bis Mai 2025 im wöchentlichen Wechsel mit Axel Walter und Dilek Üşük die Nachrichten. Nach dem Ausstieg aus der Abendschau bleibt sie dem rbb weiterhin erhalten. 
Bonhoff war die Off-Stimme des Informationsformats WAS! – Wirtschaft, Arbeit, Sparen im rbb-Fernsehen. Im WDR ist sie seit zehn Jahren die Off-Stimme in der Serie Der Vorkoster des Fernsehkochs Björn Freitag.
Cathrin Bonhoff wohnt mit ihrer Familie in Berlin.